# أوبنهايم
ابن‌هايم أو أُبِّنهَيم (بالألمانية: Oppenheim) هي بلدة ألمانية تقع في ألمانيا في راينلند بالاتينات. يقدر عدد سكانها بـ 6,854 نسمة .

## المدن التوأمة
مدن Werder، Sant'Ambrogio di Valpolicella، Givry، Adnet وكالبي هي مدن توأمة لأوبنهايم.